# Elachertus eublemmae
Elachertus eublemmae är en stekelart som beskrevs av Jean Risbec 1951. Elachertus eublemmae ingår i släktet Elachertus och familjen finglanssteklar.
Artens utbredningsområde är:
- Kamerun.
- Senegal.

Inga underarter finns listade i Catalogue of Life.